# Imatong

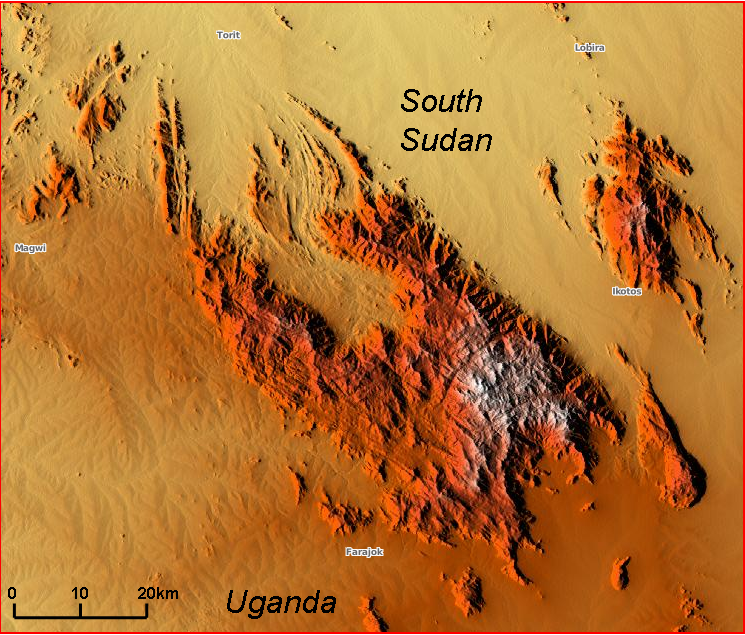
Mapa plastyczna pasma górskiego Imatong w prowincji Ekwatorii Wschodniej w Sudanie Południowym.

Imatong (Immatong) - pasmo górskie w Sudanie Południowym (Ekwatoria Wschodnia) i północnej Ugandzie. Najwyższym szczytem jest Kinyeti (3187 m n.p.m.), położony na południowo-wschodnim krańcu pasma. Na południu pasmo przechodzi w położone na terytorium Ugandy góry Agoro. 

## Warunki naturalne
Średnia roczna ilość opadów w paśmie Imatong sięga 1500 mm, dzięki czemu na terenie tym występuje duża różnorodność gatunków roślin i zwierząt. 
W niższych partiach gór do 1000 m n.p.m. typowymi reprezentantami flory są akacje, migdałeczniki i mahonie khaya. Na wysokości od 1000 do 2900 metrów występują akacje i zastrzaliny, zaś wyżej pojawiają się hagenie i rośliny z rodziny wrzosowatych, w mniejszym zakresie także bambusy. 

## Ludność
Miejscowa ludność złożona jest głównie z przedstawicieli ludu Lango. Żyją tu także niewielkie społeczności Lotuko i Acholi. Podstawą gospodarki jest samowystarczalna uprawa roli. Tereny pasma Imatong służą także za schronienie rebeliantom z Bożej Armii Oporu, walczącym przeciw rządowi w północnej Ugandzie.